# Williams F107
Le F107 est un petit turboréacteur conçu et produit par la société américaine Williams International. Désigné WR19 par la compagnie, il a été développé pour propulser les missiles de croisière ALCM et Tomahawk, ainsi que diverses plateformes expérimentales, dont le Williams X-Jet.
Il a remporté diverses compétitions face à son concurrent de la société Teledyne CAE, le F106.

## Applications
- AGM-86 ALCM
- AGM-158 JASSM
- BGM-109 Tomahawk
- BGM-109G Gryphon
- Kaman KSA-100 SAVER (en)
- Williams X-Jet
- Bell Aerospace Flying Jet Belt

### Source
- (en) Richard A. Leyes II et William A. Fleming, The history of North American small gas turbine aircraft engines, Washington, DC, Smithsonian Institution, 1999, 998 p. (ISBN 978-1-563-47332-6, OCLC 42296510), chap. 10.